# Centrale thermique d'Aramon
La centrale thermique d'Aramon est une ancienne centrale thermique française d'une puissance totale de 1 400 MW électriques, située dans le département du Gard, en région Occitanie. Elle est active de 1977 à 2016. En 2019 le site, est reconverti en une centrale solaire photovoltaïque par EDF Renouvelable, tandis qu'une partie des installations est démolie dans les années qui suivent.

## Présentation
Elle comptait deux unités de production, fonctionnant au fioul lourd à très basse teneur en soufre et pouvait produire une puissance totale de 1 400 Mégawatts.
En mai 2015, elle employait 109 salariés EDF ainsi qu'une trentaine de salariés permanents d'entreprises prestataires et 100 entreprises locales pour sa maintenance.

## Historique

### Mise en service
La centrale thermique d'Aramon est mise en service en 1977 par EDF, à proximité du Rhône, après que l'État a envisagé d'y établir une centrale nucléaire. La construction de l'usine suscite une certaine opposition locale, génératrice de manifestations.

### Dernières années
En 2005, EDF lance un programme de modernisation de son parc thermique et entame des travaux dans la centrale. Un an plus tôt, la centrale obtenait la certification ISO 14001, en juin 2004. Un certificat renouvelé en juin 2014.
Le 19 janvier 2012, Christine Lécuyer prend la direction de la centrale de production EDF d'Aramon.

### Fermeture
La centrale, très peu utilisée (moins de 200 heures d'utilisation en 2015), a été fermée en avril 2016, alors qu'elle devait initialement être arrêtée en 2023. Sur ses dernières années de service, elle était maintenue en activité essentiellement pour réaliser les essais visant à démontrer sa disponibilité en cas de besoin.

### Reconversion

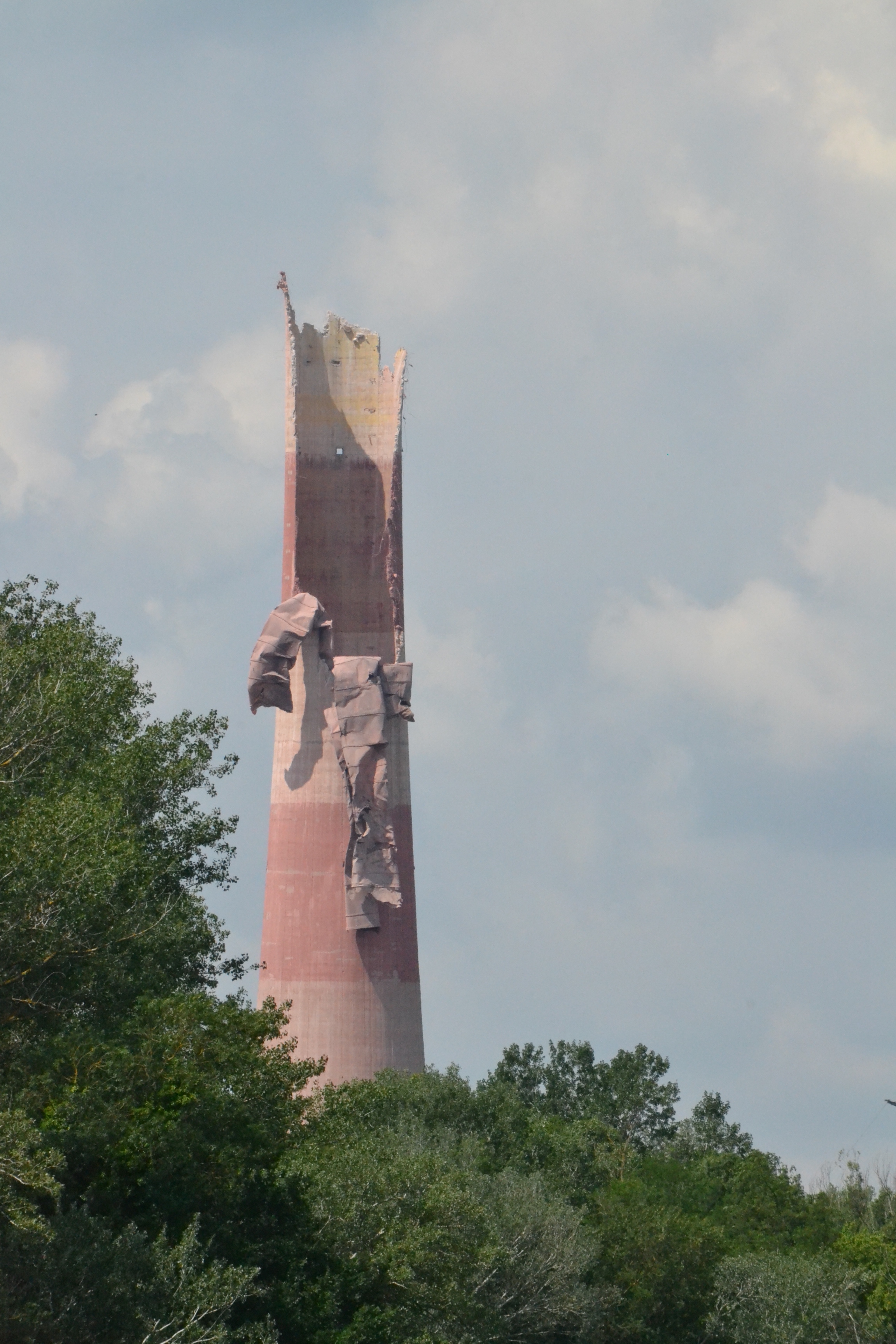
Cheminée partiellement démolie, le 7 juin 2023.

Après sa reconversion en centrale solaire, le site est doté d’un parc photovoltaïque d’une puissance de 5 MWc.
La requalification industrielle du site comprend la démolition de la cheminée en béton de 250 m de haut, qui figure parmi les plus hautes constructions de France. L'opération d'abattage, programmée le 7 juin 2023, échoue cependant en partie ; l'explosion de la partie supérieure, du fait de l'état dégradé de la cheminée, empêche la chute de la partie inférieure, qui demeure debout. L'achèvement de la destruction est finalement programmé durant l'été 2023, par grignotage de la portion subsistante. Le grignotage débute effectivement fin juillet.

## Partenariats
Depuis 2005, la centrale permet chaque année dans le cadre du Téléthon à ses employés de convertir des heures de récupération non utilisées en euros afin d'en faire don à l'Association française contre les myopathies (AFM).
La centrale accueille également le Fil de l’Énergie, un parcours cycliste organisé par EDF pour récolter des dons.
Le 20 janvier 2015, la centrale accueille les bénévoles de l'Association les bébés du cœur de Nîmes dont le but est de récolter des dons pour les familles démunies de la ville.
À la fin de l’année 2018, un Contrat de transition écologique, est signé entre l’Etat et des collectivités locales du département à propos de la distribution de l’électricité produite par la nouvelle centrale solaire sur l’emplacement de l’ancienne centrale thermique. 